# Costa Venezia
Carnival Venezia, precedentemente Costa Venezia, è la prima evoluzione del progetto di navi da crociera della classe Vista, è stata espressamente progettata per il mercato cinese di Costa Asia (歌诗达邮轮), filiale della compagnia di navigazione italiana Costa Crociere, costruita presso il cantiere navale Fincantieri di Monfalcone (GO), differisce dalle altre navi della stessa classe per una maggiore stazza lorda.

## Storia
Il 1º novembre 2017 presso lo stabilimento di Panzano, a Monfalcone, ha avuto luogo la tradizionale cerimonia della moneta saldata nel primo blocco della sezione maestra impostato nel bacino di carenaggio del cantiere navale.
La costruzione del grosso troncone centro-prodiero della nave è stato realizzato in Romania presso i cantieri Vard (società controllata dal gruppo Fincantieri) di Galaţi, Mangalia, Costanza e Tulcea, e da quest'ultimo posizionata tra il 12 e il 15 novembre sul pontone semisommergibile non autopropulso Atlante II venendo quindi trasferito attraverso il delta del Danubio dal 18 novembre, navigando lungo il canale di Sulina, per poi proseguire via mare sempre al traino dei rimorchiatori Germania a prora, e Tirreno a poppa, giungendo infine a Monfalcone per l'assemblaggio.
Costa Venezia è stata varata, e contestualmente battezzata, il 22 giugno 2018 con una cerimonia ufficiale per l'allagamento del bacino di costruzione ed ha iniziato una prima fase di prove di accettazione in mare dal 27 al 31 dicembre 2018 con a bordo 750 tra tecnici, ingegneri, maestranze di Fincantieri e rappresentanti dell’armatore, svolgendo manovre nel Golfo di Trieste e spingendosi fino Ravenna, Ancona e San Benedetto del Tronto ma restando comunque al largo. Una seconda sessione di prove in mare si è tenuta a partire dal 18 gennaio 2019 concludendosi il 23 del medesimo mese. Il cambio di bandiera tra il costruttore e l'armatore, che ha così ammainato quella di Fincantieri e alzato quella della Marina mercantile italiana, è avvenuto il 23 febbraio 2019, siglando così la consegna della nave che è stata celebrata in modo ufficiale con una cerimonia per il passaggio di proprietà, il 28 febbraio a Monfalcone. 
Il 1º marzo, agli ordini del comandante Giulio Valestra, Costa Venezia è giunta al molo Bersaglieri della Stazione marittima di Trieste per una tre giorni di cerimonie celebrative di inaugurazione che hanno visto anche l’esibizione delle Frecce Tricolori, la pattuglia acrobatica nazionale, con il sorvolo in formazione su piazza Unità d'Italia e sulla nave, manovre evolutive acrobatiche a ranghi serrati sullo specchio acqueo prospiciente il porto, seguiti in serata da spettacoli pirotecnici sulla città cui hanno presenziato circa 2 000 ospiti provenienti da Cina, Corea del Sud, Giappone e da altri paesi europei. 
Costa Venezia è quindi salpata dalla città giuliana il 3 marzo 2019 per la crociera vernissage nell'Adriatico e nello Ionio, facendo successivamente prora verso Oriente "sulle rotte di Marco Polo" per un viaggio di 53 giorni che è iniziato l'8 marzo e si è concluso il 29 aprile 2019 a Tokyo, in Giappone. Dal 18 maggio 2019 Costa Venezia è dedicata esclusivamente al mercato asiatico, offrendo crociere solo in Asia con partenza da Shanghai. A seguito dello stallo del mercato asiatico, a causa della pandemia di COVID-19, nel 2022 è tornata in Europa effettuando crociere in Turchia a partire da maggio. Da marzo 2023 si è unita alla flotta Carnival Cruise Line (col nome di Carnival Venezia) per offrire crociere in stile italiano al mercato americano, e dal gennaio 2024 è stata seguita dalla gemella Costa Firenze. 

## Navi gemelle
- Carnival Vista - costruzione n. 6242
- Carnival Horizon - costruzione n. 6243
- Carnival Panorama - costruzione n. 6272
- Costa Firenze[18] - costruzione n. 6273[19]